# Donnellan
Donnellan (em irlandês:  Ó Domhnalláin):
- Keith Donnellan - um dos pioneiros da teoria da referência direta
- Michael Donnellan - um dos mais famosos dançarinos de música irlandesa

Ou ainda
- Camponotus donnellani - uma espécie de inseto do gênero Camponotus